# Klavirski koncert št. 4 (Beethoven)
Ludwig van Beethoven: Klavirski koncert št. 4, G-dur, op. 58

## Stavki
1. Allegro moderato
2. Andante con moto
3. Rondo (Vivace)

## Prva izvedba
22. decembra leta 1808 so lahko dunajski ljubitelji glasbe v gledališču Theater an der Wien poslušali enega najpomembnejših koncertov v glasbeni zgodovini. Koncert je organiziral Ludwig van Beethoven in na njem prvič predstavil svojo Pastoralno simfonijo, koncertno arijo Ah, perfido, dva stavka iz Maše v c-molu, Četrti klavirski koncert (klavir je igral sam), Simfonijo št. 5 in Fantazijo za zbor, klavir in orkester, več kot štiri ure nove glasbe. Dvorana je bila mrzla in orkester slabo pripravljen (skladatelj ni imel dovolj denarja, da bi plačal glasbenikom dodatne vaje), pevka pa je imela tremo. Končni vtis tega maratonskega koncerta je bil klavrn: neki obiskovalec je izjavil, da je »bilo preveč dobrega in še več glasnega«. Koncert za klavir in orkester št. 4 je Beethoven verjetno v obupu vključil v program tik pred zdajci, saj ni imel nobene druge priložnosti, da bi ga predstavil javnosti. 

## Okoliščine nastanka skladbe
Koncert je nastal že leta 1806 in Beethoven ga je posvetil svojemu učencu, prijatelju in mecenu, nadvojvodi Rudolfu. Skladatelj, ki tedaj zaradi težav s sluhom ni več javno nastopal, ni mogel najti pravega izvajalca zanj; vsem pianistom se je zdel pretežak. Leta 1807 pa ga je sam odigral na glasbeni soareji pri svojem zvestem podporniku, knezu Lobkowitzu. Uspeh ga je po vsej verjetnosti opogumil, da je tvegal in še enkrat javno nastopil. V tem delu je dal Beethoven orkestrski spremljavi večji poudarek kot v svojih prvih koncertih. Uvod prvega stavka je zaupal solistu. V drugem stavku je močno poudarjeno nasprotje med solistom in orkestrom. Menda naj bi bil Andante con moto upodobitev mitičnega Orfeja, ki s pesmijo skuša premagati usodo, tako kot je Beethoven z ustvarjanjem premagoval svojo bolezen. Brez predaha mu sledi sklepni Rondo. Po kratkem, koračnici podobnem uvodu, ki ga odigra orkester, nastopi klavir s parado razposajenosti in ritmične briljance. 